# Tigveni
Tigveni là một xã thuộc hạt Argeș, România. Dân số thời điểm năm 2002 là 3681 người.